# Agostino Borromeo
Agostino Giorgio Maria Borromeo (24. ledna 1944, Oreno – 4. února 2024, Řím) byl italský historik náboženství, zaměřený na dějiny římskokatolické církve a inkvizice. Pocházel z italské šlechtické rodiny Boromejských.

## Stručný životopis
Vystudoval politické vědy na římské univerzitě Sapienza. Jeho zaměření na dějiny inkvizice jej předurčilo k organizaci mezinárodního sympózia o inkvizici v roce 1998, které předznamenalo otevření archivů Kongregace pro nauku víry. Zabývá se také dějinami mezinárodních vztahů a dějinami Španělska. Působil na své domovské univerzitě jako profesor dějin novověku. Od roku 2002 byl členem Papežského výboru pro historické vědy. Od roku 1985 je členem Řádu Božího hrobu: v letech 1995–2002 byl členem Rady velmistra, v letech 2002–2004 řádovým kancléřem, v letech 2009–2017 generálním guvernérem, v letech 2017–2023 byl generálním místodržícím řádu.

## Publikační činnost
- La congregazione cardinalizia dell'Inquisizione (16.-18. secolo) / Agostino Borromeo in L'inquisizione : atti del simposio internazionale : Città del Vaticano, 29-31 ottobre 1998 / a cura di Agostino Borromeo , p. 323-344
- Ignacio de Loyola y su obra a la luz de las más recientes tendencias historiográficas / Agostino Borromeo in Ignacio de Loyola en la gran crisis del siglo 16. : congreso internacional de historia, Madrid, 19-21 noviembre de 1991 / Quntin Aldea ed , p. 321-334 | Congreso internacional de historia <1991 ; Madrid>
- Contributo allo studio dell'Inquisizione e dei suoi rapporti con il potere episcopale nell'Italia spagnola del Cinquecento / Agostino Borromeo in Annuario dell'Istituto storico italiano per l'età moderna e contemporanea, n. 29-30, (1977-1978)
- Tridentine discipline : the church of Rome between catholic reform and counter-reformation / Agostino Borromeo in Die danische reformation. P. 242-263
- Le controversie giurisdizionali tra potere laico e potere ecclesiastico nella Milano spagnola sul finire del Cinquecento / Agostino Borromeo in Atti dell'Accademia di San Carlo, Inaugurazione del 4. anno accademico, Milano 7 nov. 1981. P. 43-89
- Il cardinale Cesare Baronio e la corona spagnola / Agostino Borromeo in Baronio storico e la Controriforma. P. 58-166
- A proposito del Directorium inquisitorum di Nicolas Eymerich e delle sue edizioni cinquecentesche / Agostino Borromeo in Critica storica, a. 20., n. 4.. P. 500-547
- Gaspare Visconti, arcivescovo di Milano, e la curia romana (1584-1595) / Agostino Borromeo in Studia Borromaica, 1 (1987). P. 9-44
- Istruzioni generali e corrispondenza ordinaria dei nunzi : obiettivi prioritari e risultati concreti della politica spagnola di Clemente VIII. / Agostino Borromeo in Das Papsttum die Christenheit und die Staaten europas / von Stefano Andreatta.. [et al.] ; hrsg. von Georg Lutz. P. 120-233
- El pontificado de Alejandro VI. : corrientes historiograficas recientes / Agostino Borromeo in El tratado de Tordesillas y su epoca ; Congresso internacional de historia. P.113-1151
- La figura e l'opera dell'arcivescovo di Braga Bartolomeu dos Martires nell'Italia postridentina / Agostino Borromeo. Fatima : Movimento Bartolomeano, 1994
- Storia religiosa della Spagna / a cura di Agostino Borromeo. Milano : Centro ambrosiano, 1998
- La Valtellina, crocevia dell'Europa : politica e religione nell'età della Guerra dei Trent'anni / a cura di Agostino Borromeo ; testi di Quintín Aldea ... [et al.]. Milano : G. Mondadori ; Sondrio : Fondazione credito Valtellinese, [1998]
- L'inquisizione : atti del simposio internazionale : Città del Vaticano, 29-31 ottobre 1998 / a cura di Agostino Borromeo. Città del Vaticano : Biblioteca Apostolica Vaticana, 2003.

| Generální guvernér Řádu Božího hrobu | Generální guvernér Řádu Božího hrobu | Generální guvernér Řádu Božího hrobu   |
| ------------------------------------ | ------------------------------------ | -------------------------------------- |
| Předchůdce: Pier Luigi Parola        | 2009–2017 Agostino Borromeo          | Nástupce: Leonardo Visconti di Modrone |

| Generální místodržící Řádu Božího hrobu                    | Generální místodržící Řádu Božího hrobu | Generální místodržící Řádu Božího hrobu |
| ---------------------------------------------------------- | --------------------------------------- | --------------------------------------- |
| Předchůdce: Giuseppe dalla Torre del Tempio di Sanguinetto | od 2017–2023 Agostino Borromeo          | Nástupce: vakantní                      |